# Reservfond
Reservfond är i svenska företag en balansräkningspost som räknas till bundet eget kapital och endast får användas till vissa ändamål. Bara vissa sorters företag måste enligt lag ha en reservfond.
Till reservfonden ska en del av nettovinsten avsättas tills fonden nått en viss storlek, ofta uttryckt som andel av företagets totala egna kapital, till exempel aktie- eller insatskapital. Syftet med reservfonden är att skydda företagets borgenärer genom att företaget inte kan dela ut hela vinsten till ägarna. 
Sedan 1 januari 2006 behöver inte längre svenska aktiebolag sätta av pengar till reservfond.

## Aktiebolag
Enligt 1975 års aktiebolagslag skulle ett aktiebolag avsätta 10% av varje års nettovinst till dess reservfonden tillsammans med överkursfonden uppgick till 20% av aktiekapitalet.
I propositionen som ledde till 2005 års nya aktiebolagslag ansåg regeringen att reglerna om reservfond var föråldrade och inte gav ett verkligt skydd.
Kravet på avsättning till reservfonden avskaffades när den nya lagen trädde i kraft 1 januari 2006.
De avsättningar som gjordes innan den nya lagen trädde i kraft står kvar och får endast användas för att täcka förluster när fritt eget kapital inte räcker, öka aktiekapitalet genom fondemission eller nyemission samt efter särskilt tillstånd av Bolagsverket eller allmän domstol betalas ut till aktieägarna.

## Ekonomiska föreningar
I en ekonomisk förening skulle fram till 2016 5% av vinsten före återbäring avsättas till reservfonden. Avsättning skulle ske tills fonden uppgår till 20% av insatskapitalet. Dessutom skulle summan av fonden och insatserna uppgå till minst antingen värdet av föreningens skulder, eller 40% av nettotillgångarna. I en kreditmarknadsförening gällde strängare bestämmelser.
Reservfonden fick endast användas för att täcka förlust och endast efter beslut av föreningsstämman.
I samband med att lagen om ekonomiska föreningar moderniserades 2016 avskaffades kravet på avsättning till reservfond.

## Sparbanker
För sparbanker finns bestämmelser om reservfond i 5 kap. Sparbankslagen (1987:619).